# Çiğdem Özyaman
Çiğdem Özyaman (7 oktober 1985) is een Turkse rechtshandige sportschutter.
Ze begon op veertienjarige leeftijd met de schietsport, haar vader was de voorzitter van de lokale schietclub in Bolu. In 2011 kreeg ze een ticket voor de Olympische Spelen door in Servië Europees kampioen op het onderdeel skeet te worden.
In 2012 nam ze deel aan de Olympische zomerspelen van Londen op het onderdeel skeet. Ze eindigde als 13e.